# ATP Venezia 1983
L'ATP Venezia 1983 è stato un torneo di tennis giocato sulla terra rossa. È stata la 3ª edizione dell'ATP Venezia che fa parte del Volvo Grand Prix 1983. Si è giocato a Venezia in Italia dal 6 al 12 giugno 1983.

## Campioni

### Singolare
Roberto Argüello ha battuto in finale  Jimmy Brown con il punteggio di 2–6, 6–2, 6–0

### Doppio
Francisco González /  Víctor Pecci hanno battuto in finale  Steve Krulevitz /  Zoltán Kuhárszky con il punteggio di 6–1, 6–2